# Netelia hirashimai
Netelia hirashimai là một loài tò vò trong họ Ichneumonidae.